# Örlygur Hrappsson
Örlygur gamli Hrappsson (apodado el Viejo, n. 827) fue un caudillo vikingo de Romsdal, Noruega y uno de los primeros colonos en Islandia. Era hijo del bóndi noruego Hráppur Björnsson (n. 797) y hermano de Þórður Hrappsson (n. 839); pertenecía al clan familiar Flatnefr-ætt.
Örlygur creció y fue educado en las Hébridas. En su camino hacia Islandia sufrió muchas vicisitudes, cuando vio tierra por primera vez no dudó en bautizar el fiordo como Patreksfjörður, en honor a su padre adoptivo, que era un obispo cristiano. Allí pasó el primer invierno. En primavera quiso explorar el sur y se dirigió a Kjalarnes, mientras que sus compañeros de viaje Þórólfur spör, Þorbjörn tálkni y Þorbjörn skúmi optaron por desviar su camino hacia Vinland. En Kjalarnes, su tío Helgi bjóla Ketilsson ya poseía su hacienda y le asignó Ósvífurslækjar para reposar y crear un asentamiento en Esjubergi, donde también construyó una iglesia.